# Château d'Entrecasteaux
Le château d’Entrecasteaux est situé sur la commune d’Entrecasteaux dans le département du Var, dans le Sud de la France.

## Histoire
Le château d’Entrecasteaux est une ancienne forteresse du XIe siècle, remaniée au cours des XVe, XVIe et XVIIIe siècles.
Les grands personnages qui vécurent au château d'Entrecasteaux sont :
- François de Grignan, gendre de Madame de Sévigné,
- l'Amiral Bruny d'Entrecasteaux, né au château d'Entrecasteaux en 1737, envoyé par Louis XVI à la recherche de la Pérouse dans le Pacifique sud, qui partit en 1791 et y mourut du scorbut et de dysenterie le 20 juillet 1793,
- Jean Baptiste, marquis d'Entrecasteaux[2], né en 1761, qui assassina sa femme en 1784.

En 1974, après plusieurs décennies d'abandon, le château fut restauré par le peintre britannique Hugh Ian Macgarvie-Munn qui, jusqu'à son décès en 1981, le transforma en partie en musée. C'est grâce à ses efforts, ainsi qu'à ceux de son fils et son épouse, qu'en 1988 le château fut classé monument historique et qu'il est devenu une attraction touristique.
Son propriétaire actuel, Alain Gayral, a amélioré les collections du château tout en effectuant des restaurations minutieuses.

## Description
Sont inscrits sur l'inventaire supplémentaire des monuments historiques, par arrêté du 6 juillet 1988 : les façades et toitures ; les terrasses, y compris les murs de soutènement ; les rampes d'accès ; l'ancienne porterie ; la glacière ; les portails ; l'ensemble des ferronneries extérieures ; les trois salons, y compris leurs cheminées ; le grand escalier intérieur.
Le millésime inscrit sur la porte d'entrée indique que le jardin, inspiré des dessins de Le Nôtre,, aurait été terminé en 1781.

## Galerie

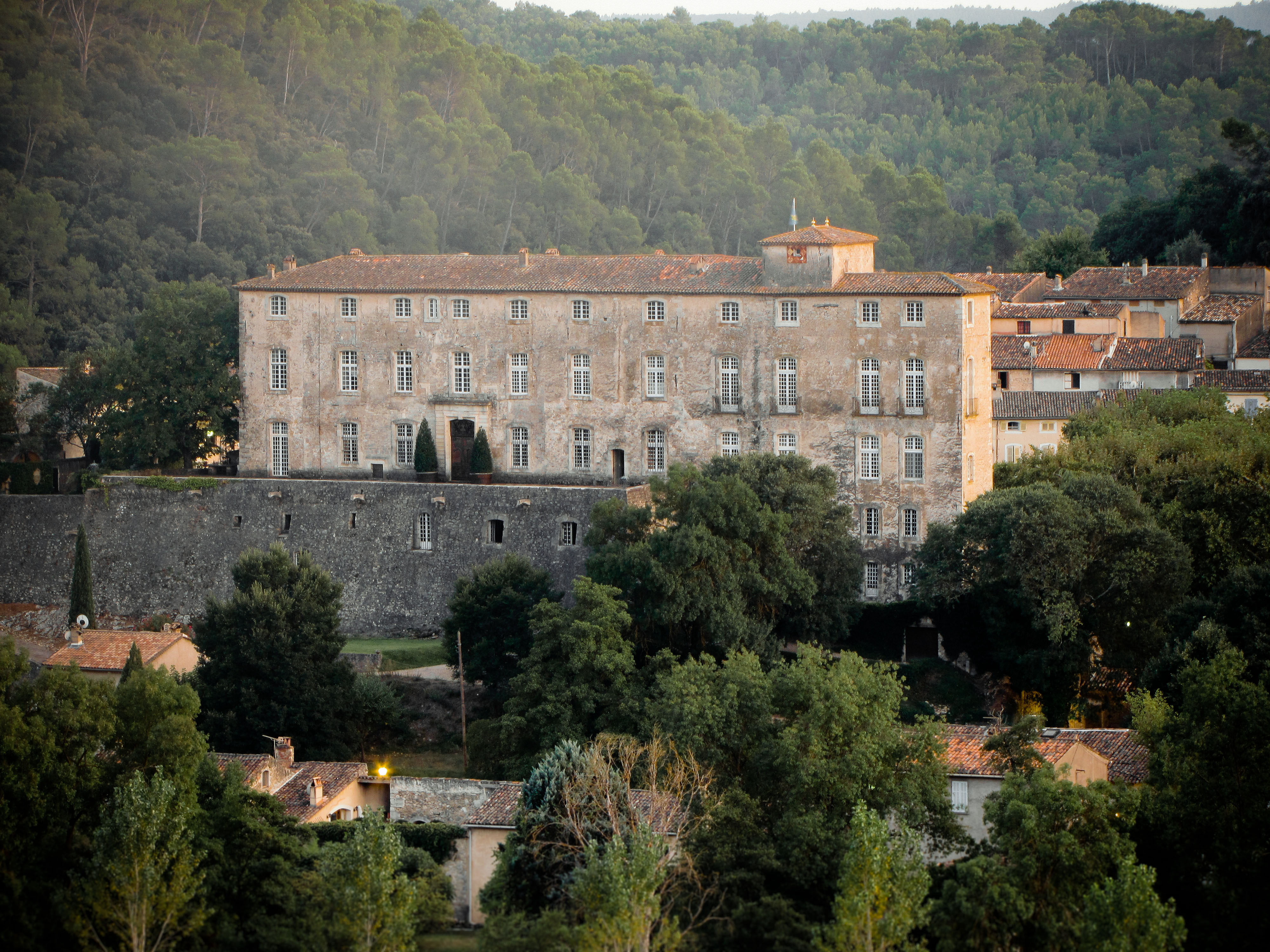
Le château domine tout le village
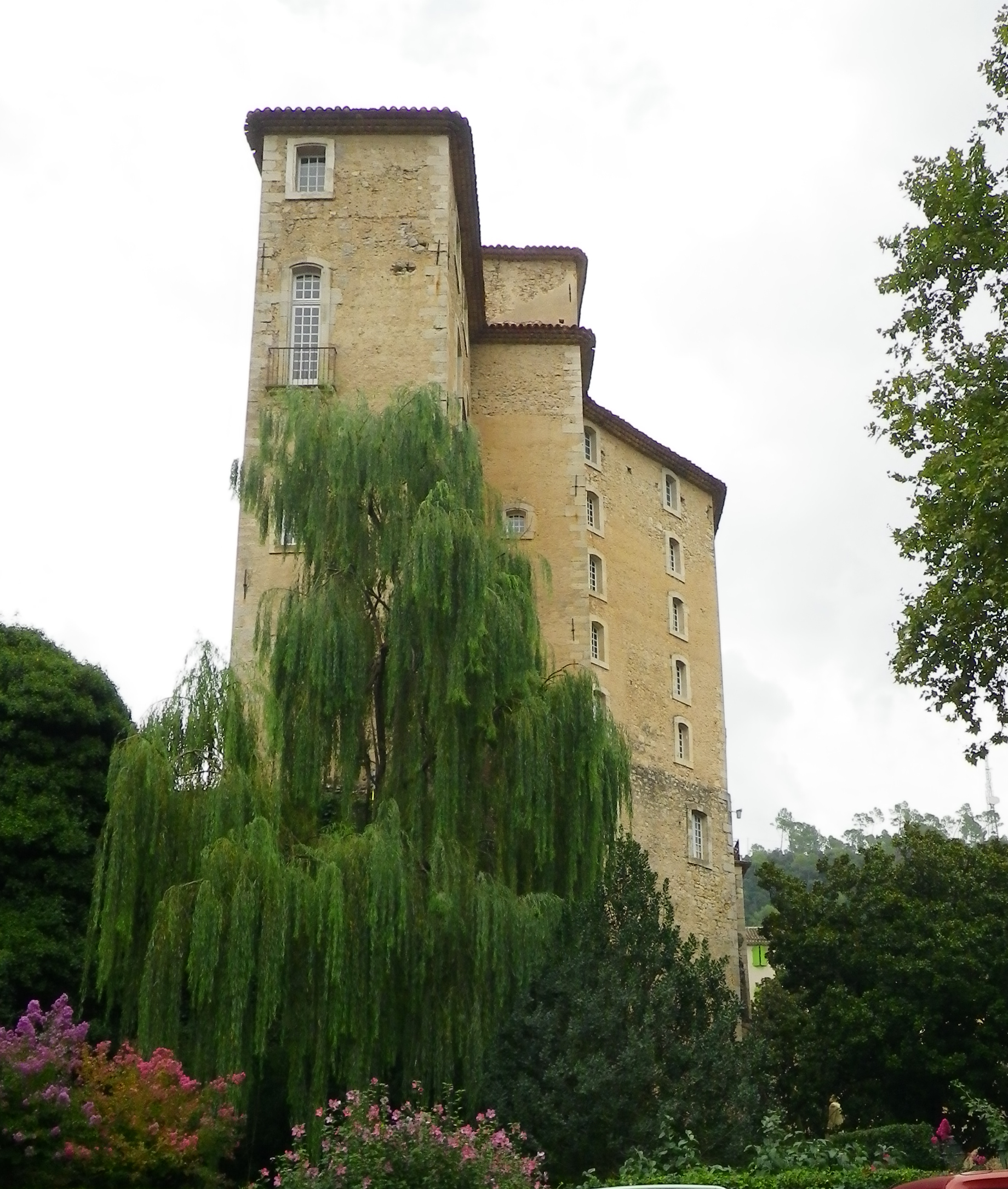
Vue de profil du Château
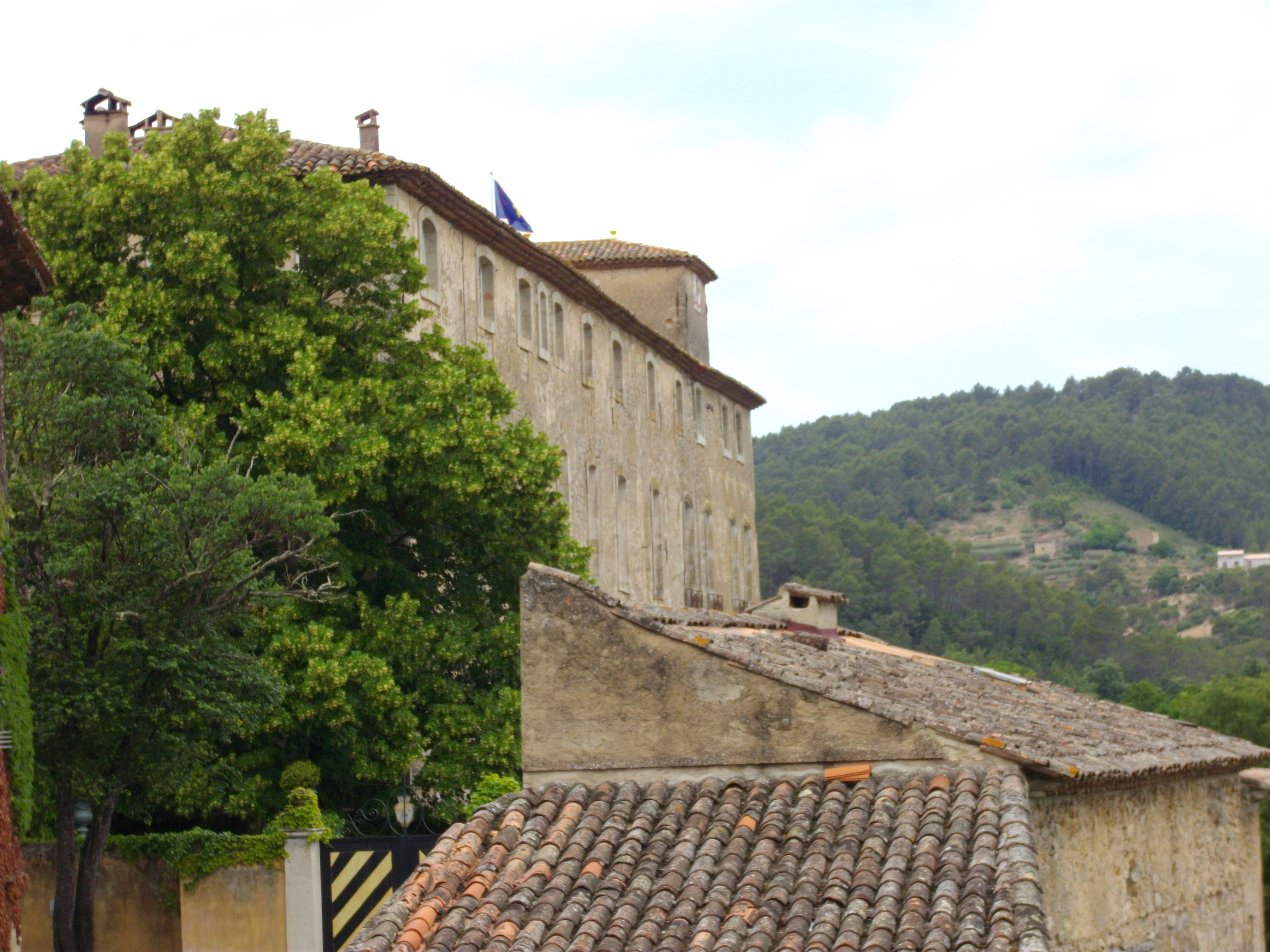
Vue sur le château (partie arrière)
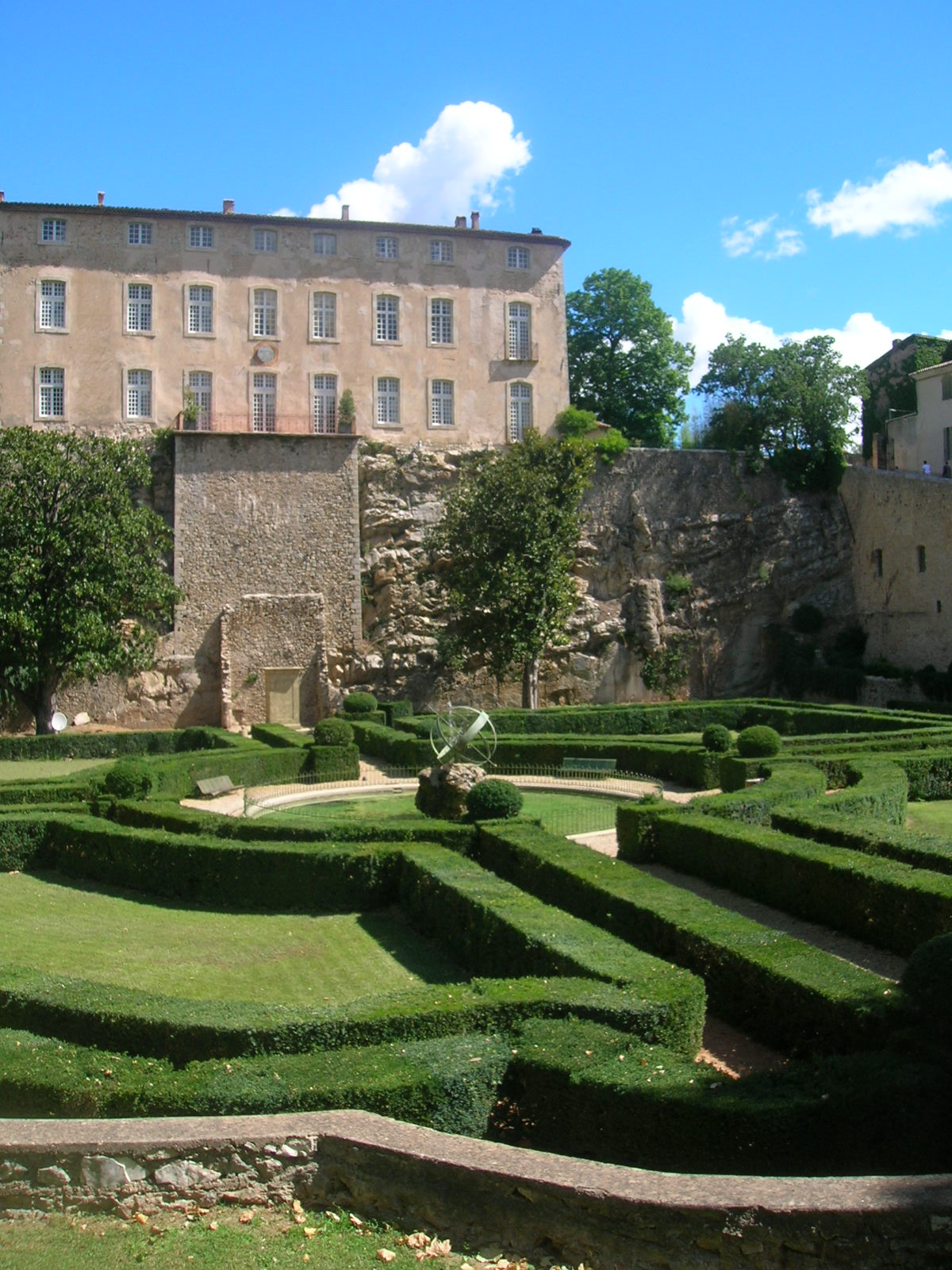
Le jardin avec le Château en fond
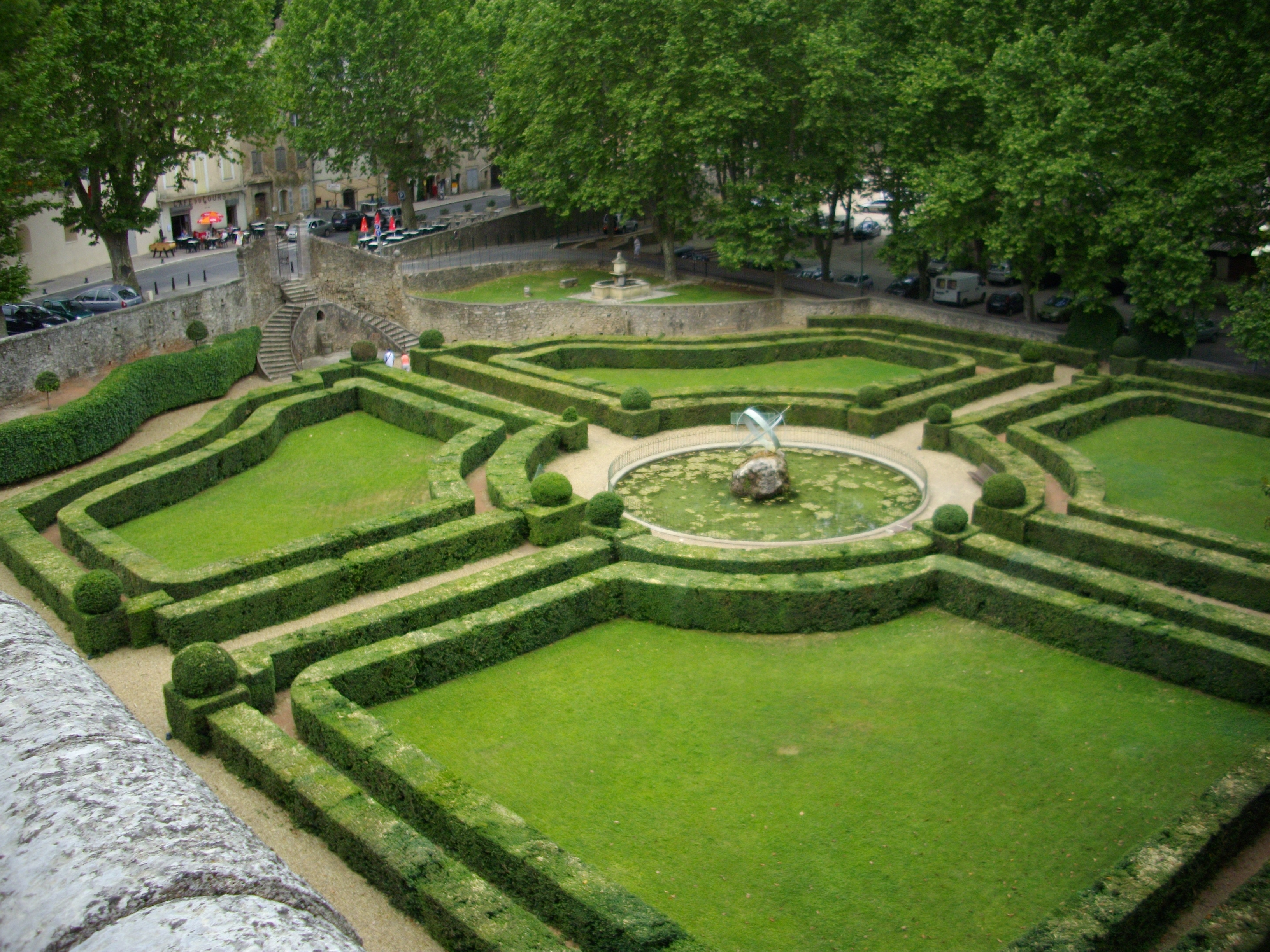
Le parc du château